# 桐山健一
桐山 健一（きりやま けんいち、1956年 - ）は日本の実業家。神戸屋代表取締役会長、一般財団法人桐山奨学会理事長、日本パン工業会副会長、日本パン公正取引協議会副会長、日本パン学会顧問。大阪府豊中市生まれ。

## 経歴
- 1956年 - 桐山輝彦神戸屋社長の子として生まれる[6]。祖父は桐山利三郎神戸屋第2代社長[7]。
- 1981年 - 信州大学工学部情報工学科卒業[5]、大手電機メーカー入社[5]。
- 1985年 - 神戸屋 入社。
- 1990年 - コーネル大学ホテル経営大学院 修了[8]。
- 1994年 - 同 取締役。
- 2002年 - 同 代表取締役社長[5]。
- 2021年 - 同 代表取締役会長

## テレビ出演
- 日経スペシャル カンブリア宮殿 "日本人にもっとパンを！"パンを世に広めた企業の挑戦（2012年5月17日、テレビ東京）[9]

## 脚註
1. ↑  理事長ご挨拶｜一般財団法人 桐山奨学会
2. ↑  一般社団法人 日本パン工業会 役員紹介
3. ↑  日本パン公正取引協議会 役員名簿（平成28年11月1日）
4. ↑  日本パン学会役員
5. 1 2 3 4  カンブリア宮殿 神戸屋桐山健一
6. ↑  「元神戸屋社長・桐山輝彦さんが死去　８９歳」 朝日新聞デジタル2017年5月23日
7. ↑  「理事長挨拶」 桐山奨学会
8. ↑  Cornell Hotel Society Japan メンバー紹介
9. ↑  "日本人にもっとパンを！"パンを世に広めた企業の挑戦 - テレビ東京 2012年5月17日